# Армунья (Сеговія)
Армунья (ісп. Armuña) — муніципалітет в Іспанії, у складі автономної спільноти Кастилія-і-Леон, у провінції Сеговія. Населення — 235 осіб (2010).
Муніципалітет розташований на відстані близько 90 км на північний захід від Мадрида, 21 км на північний захід від Сеговії.
На території муніципалітету розташовані такі населені пункти: (дані про населення за 2010 рік)
- Армунья: 144 особи
- Карбонеро-де-Аусін: 91 особа

## Демографія
Динаміка населення (INE ):

## Галерея зображень

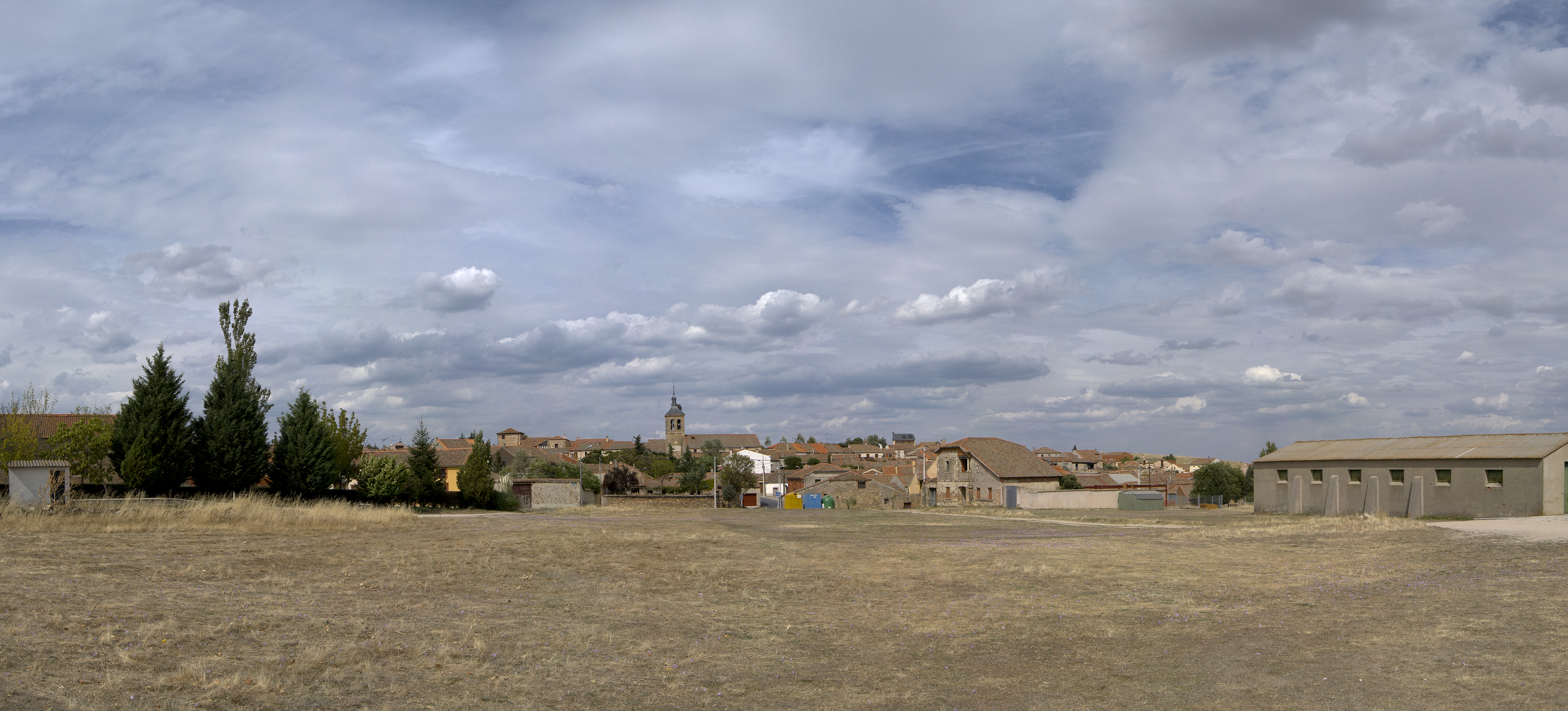
Панорама міста Армунья